# Remslaap
De remslaap is een fase in de slaap. In het woord is 'REM' een afkorting voor rapid eye movement (oftewel 'snelle oogbeweging'). De remslaap doet zich vooral voor in de latere uren van de slaap - wanneer meer dromen voorkomen - vandaar dat men ook wel spreekt van droomslaap.

## Geschiedenis
Het verschijnsel remslaap werd in 1953 door Eugene Aserinsky en Nathaniel Kleitman ontdekt en in het blad Science beschreven. Deze onderzoekers legden ook voor het eerst een verband tussen het waargenomen slaappatroon (zie verder) en dromen. Zij registreerden daarbij het elektro-encefalogram (EEG) en elektro-oculogram (EOG). Kort daarna, in 1958, ontdekte William Dement in de VS dat eenzelfde verschijnsel optrad in het EEG van slapende katten. Dement bedacht hiervoor de term REM. Ongeveer in dezelfde periode had ook Michel Jouvet in Frankrijk de remslaap waargenomen in het EEG van katten. Hij registreerde echter alleen EEG en spieractiviteit. Doordat Jouvet niet, zoals Aserinski en Kleitman, oogbewegingen registreerde, legde hij aanvankelijk geen verband met dromen. Jouvet gebruikte ook niet de term remslaap maar paradoxale slaap. Hiermee bedoelde hij de schijnbare tegenstelling tussen een geactiveerd EEG (dat leek op het EEG tijdens de waaktoestand) en het volledig ontbreken van de spierspanning. Jouvet deed later wél de belangrijke ontdekking dat de remslaap wordt gereguleerd door de pons, een gebied in de hersenstam.

## Kenmerken
Deze fase in de slaap heeft een aantal karakteristieke kenmerken:

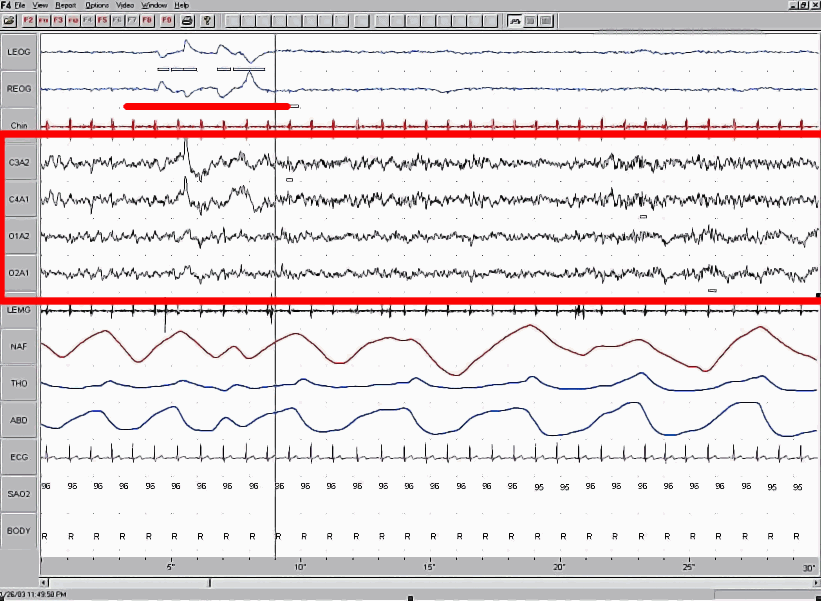
Polysomnogram (grafiek) van de remslaap. Rood vierkant: EEG. Rode streep (bovenaan): oogbewegingen.

- Er is tijdens de remfase een grote activiteit in de hersenen, te vergelijken met wanneer men wakker is. Dit typische ritme noemt men bèta-golven. Vanwege het samengaan van deze verhoogde hersenactiviteit en een maximale spierontspanning, spreekt men dus soms ook van paradoxale slaap.
- Er zijn horizontale en verticale oogbewegingen
- De spieren zijn volledig ontspannen
- Het inhiberen (onderdrukken) van de vrijzetting van noradrenaline en het stimuleren van de vrijzetting van acetylcholine. Tijdens de remslaap kan dit bij mannen leiden tot een bijzonder stevige erectie. Bij vrouwen gaat dit gepaard met het opzwellen van de clitoris. Deze kan nog aanwezig zijn bij het ontwaken.
- Mensen dromen vooral in deze fase: als zij in het slaaplaboratorium gewekt worden tijdens een periode van remslaap, blijken zij vaak dromen te rapporteren. Bij andere slaapfasen is dit veel minder het geval.

## Registratie
Met een speciaal registratieapparaat kan fysiologische activiteit zoals spieractiviteit, elektro-oculogram (grafiek van oogbewegingen) en het elektro-encefalogram (EEG) continu tijdens de slaap worden gemeten. Dit heet ook wel een polysomnografie (of: slaapgrafiek). Men heeft hiermee vastgesteld dat er tijdens de slaap vier karakteristieke patronen optreden, ook wel stadia 1, 2, 3 en 4 genoemd. In stadium 2 is er in het EEG snelle activiteit (bèta-golven) zichtbaar, terwijl in het elektro-oculogram snelle oogbewegingen zichtbaar zijn. De remslaap wordt daarom soms ook wel stadium 2-slaap genoemd. In de diepe slaap (stadium 4 van de slaap) laat het EEG een heel ander patroon zien: dan treden er langzame golven (zogeheten delta-golven) op. Men noemt deze slaap daarom ook wel trage-golf-slaap (Engels: slow-wave-sleep). Fasen 1 en 3 zijn overgangsfasen.

## Hersenmechanisme
Tijdens de remslaap wordt door een gebied in de hersenstam, de zogeheten pons, via de thalamus bepaalde delen van de achterste hersenen geactiveerd, die normaal gesproken door de gezichtszintuigen worden geprikkeld. Deze activiteit wordt ook wel PGO-golven genoemd (naar de drie in dit circuit betrokken gebieden, namelijk: pons, corpus geniculatum laterale en occipitale cortex). Twee andere gebieden in de pons veroorzaken ongeveer gelijktijdig (en via aparte zenuwbanen) inhibitie van de motoneuronen in het ruggenmerg, en de snelle oogbewegingen. Dit is vastgesteld in dieronderzoek waarin elektroden in de hersenen zelf waren geplaatst. Zo ontdekte Jouvet dat bij katten laesies van een gebiedje in de pons, de zogeheten locus pericaeruleus, de motorische inhibitie opheft. De katten vertoonden dan stereotiep gedrag dat leek op vluchten, een prooi besluipen, zich poetsen en exploratie. Dit gedrag correleerde met EEG-activiteit in de visuele cortex, hetgeen volgens Jouvet betekende dat het een uitdrukking was van de droominhoud. Het ponsmechanisme zou ook bij mensen de aanwezigheid van zowel oogbewegingen als van dromen kunnen verklaren. De vaak bizarre droombeelden die in een verhaal zijn ingebed, zijn mogelijk een gevolg van het feit dat ons brein probeert in de chaotische beeldenstroom enige samenhang te brengen. Ook is gebleken dat bepaalde neurotransmitters die in de hersenstam worden geproduceerd, zoals acetylcholine en serotonine, het begin en einde van remfasen controleren.

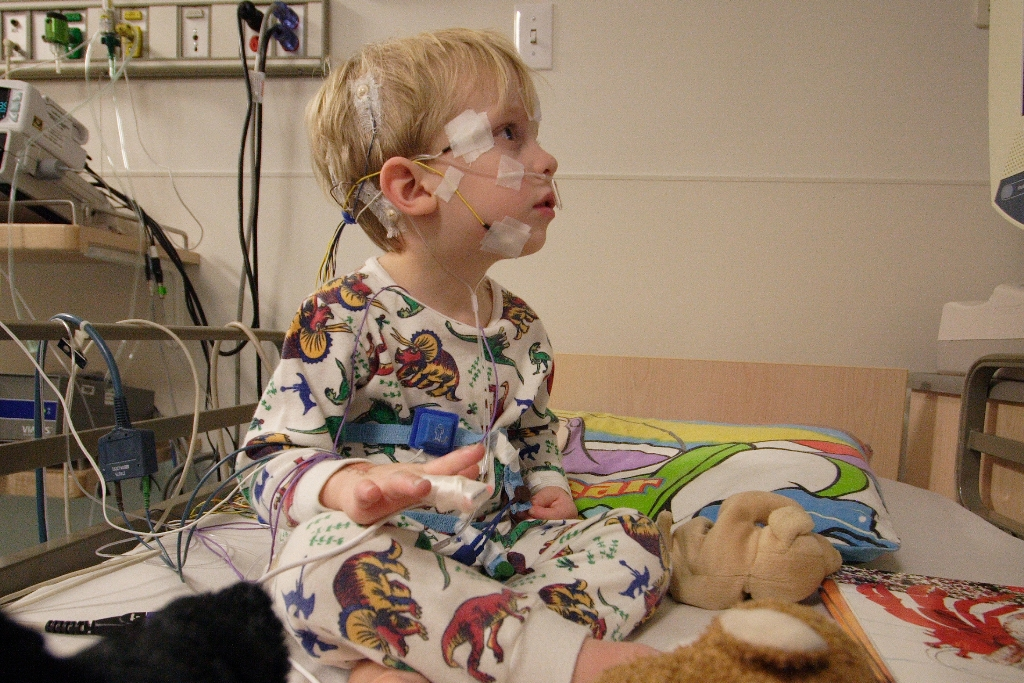
Polysomnische registratie bij een kind in het slaaplaboratorium

## Functie
Een volwassen mens verkeert gemiddeld 15% van zijn slaap in de remfase. Mensen hebben gemiddeld vier of vijf remperiodes per nacht, van elk ongeveer 20 minuten, met tussenpozen van 90 minuten. Meestal komen de remperiodes in verhouding minder vaak voor in het begin van de nacht, en relatief vaker naarmate de nacht vordert. Om die reden herinnert men zich meestal eerder dromen die men aan het eind van de nacht (of in de vroege ochtend) gehad heeft. Pasgeborenen brengen wel 70% van hun slaap in remslaap door. Kennelijk heeft remslaap in deze levensfase ook een functie in de ontwikkeling van de hersenen. Bij ouderen blijkt, ondanks een sterke afname van de hoeveelheid diepe slaap, de remslaap niet duidelijk te verschillen van die van jonge volwassenen.
Als mensen een paar nachten achter elkaar in een slaaplaboratorium steeds gewekt worden tijdens verschillende perioden van de slaap (dit heet slaapdeprivatie), lijkt er sprake te zijn van een groeiende behoefte aan onder andere remslaap. Het blijkt namelijk dat in de normale nacht na een periode van remdeprivatie het percentage remslaap drastisch is toegenomen. Dit is een zogenaamd rebound fenomeen. Kennelijk wordt dan door het regelmechanisme in de hersenen het tekort weer hersteld of aangevuld. Dit manifesteert zich ook bij de diepe slaap.
Indien de omgevingstemperatuur wordt veranderd, waardoor de gehele slaaptijd korter wordt, dan wordt de remslaap sterker verminderd dan de niet-remslaap. Dit suggereert dat het behoud van niet-remslaap (waaronder dus diepe slaap) prioriteit heeft boven het behoud van remslaap.

### Geheugen
Remslaap speelt mogelijk een rol bij processen die ervoor zorgen dat herinneringen in ons geheugen opgeslagen blijven: aanvankelijk labiele herinneringen worden opgeslagen in een permanentere vorm; het proces van geheugenconsolidatie. Echter, remslaap is hiervoor geen noodzakelijke voorwaarde. Uiteraard komt een slaaptekort de concentratie en het leervermogen niet ten goede. Een essentiële rol voor de slaap bij geheugenconsolidatie is niet aangetoond. Voor de diepe slaap is dat wel het geval.

### Ontwikkeling
De ontwikkeling van het oog van pasgeborenen is mede afhankelijk van de remslaap. Ze voorkomt dat bepaalde processen, die een ongunstig effect hebben op de ontwikkeling, kunnen optreden. Andersom geldt dat remdeprivatie leidt tot verschrompeling van bepaalde neuronale verbindingen in het oog. Men kan speculeren dat de remslaap ook bij de ontwikkeling van andere zintuigen en het bewegingsapparaat een rol speelt.

### Alertheid
Dieren die wakker worden, doen dit meestal tijdens een periode van remslaap. Wakker worden uit de diepe slaap (niet-remslaap dus) gaat vaak moeizamer, in verband met de aanvankelijk tragere motoriek en zintuigen die nog niet op scherp staan, vergeleken met wakker worden uit remslaap. Alerter wakker worden zou dan als een evolutionair voordeel kunnen worden beschouwd. Voor de moderne mens is het van minimaal belang.

### Overig
Remslaap werkt hersenstamactiverend: tijdens de remslaap is de temperatuur in de hersenstam hoger. De praktische consequenties voor de mens lijken nogal beperkt.
Bij mensen met een gedurende maanden of jaren onderdrukte remslaap, zijn cognitieve en fysiologische problemen nauwelijks aantoonbaar.

## (Rem)slaap bij dieren
De remslaap is evolutionair bepaald. Dat weten we omdat er verschillen in remslaap bestaan tussen verschillende wezens.
Zo hebben alle zoogdieren slaap met een rem-/niet-remgedeelte, vogels hebben weinig remslaap. Lang werd gedacht dat reptielen helemaal geen remslaap hebben, maar er zijn aanwijzingen dat ze die toch kennen. Bij vissen en amfibieën is het moeilijk te spreken over slaap. Zij rusten eerder.